# Pomors
Les Pomors (souvent orthographiés Pomores ou Pomory, signifiant « habitants des bords de mer ») sont des colons russes, souvent d'ascendance norvégienne et venant de la république de Novgorod. Ils vécurent principalement sur le littoral ou dans le bassin de la mer Blanche.

## Histoire

### La république de Novgorod
La république de Novgorod administre presque toute la région de la mer Blanche du XIIe au XVe siècle en fondant notamment au XIIe siècle le comptoir d'Arkhangelsk et surtout en administrant la ville de Kholmogory, principale ville de la région à l'époque jusqu'au XVIe siècle, à quelques kilomètres en amont d'Arkhangelsk sur la Dvina septentrionale.
Des conflits récurrents entre la république de Novgorod et les marchands scandinaves marquent la région, ces marchands ne respectant pas les taxes de Novgorod et pratiquant des pillages épisodiques dans la région.

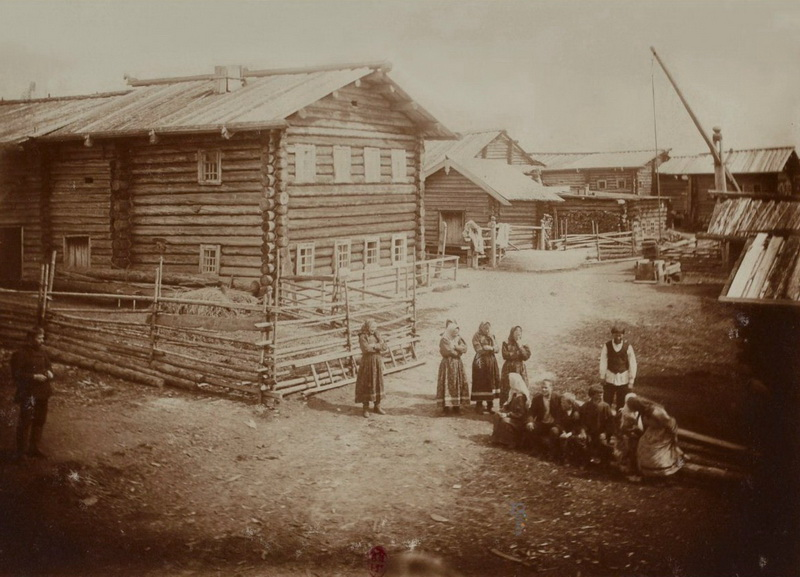
Village pomors, 1906

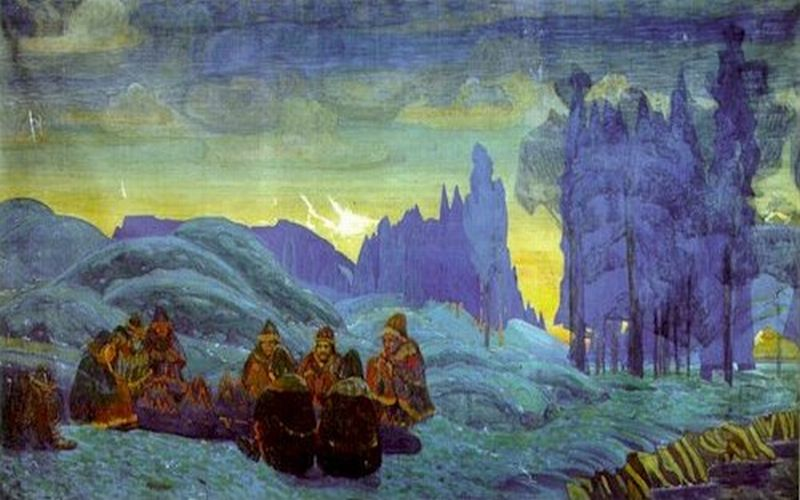
Soirée chez les Pomors, 1907

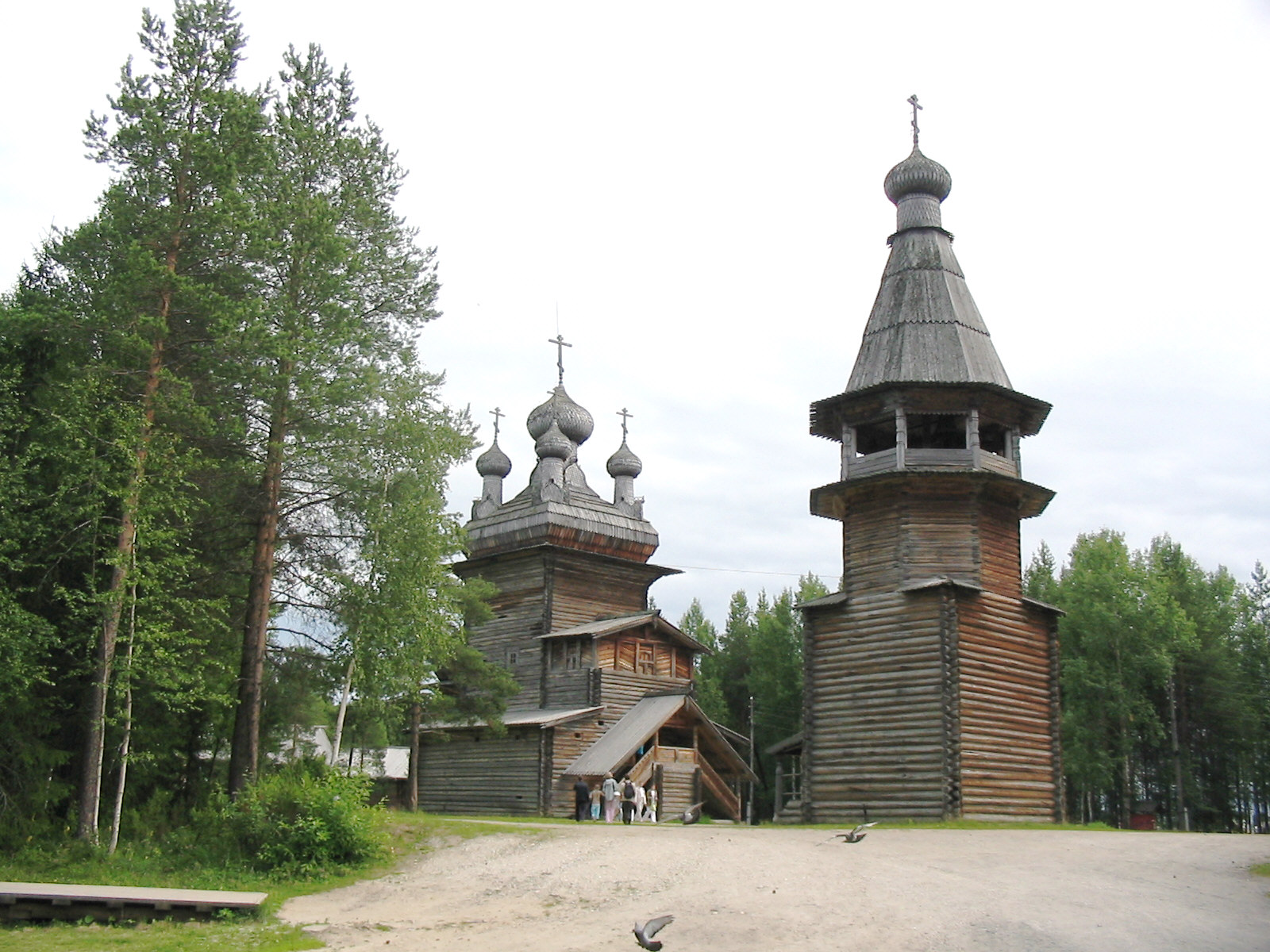
Malye Korely : ancienne église Pomore
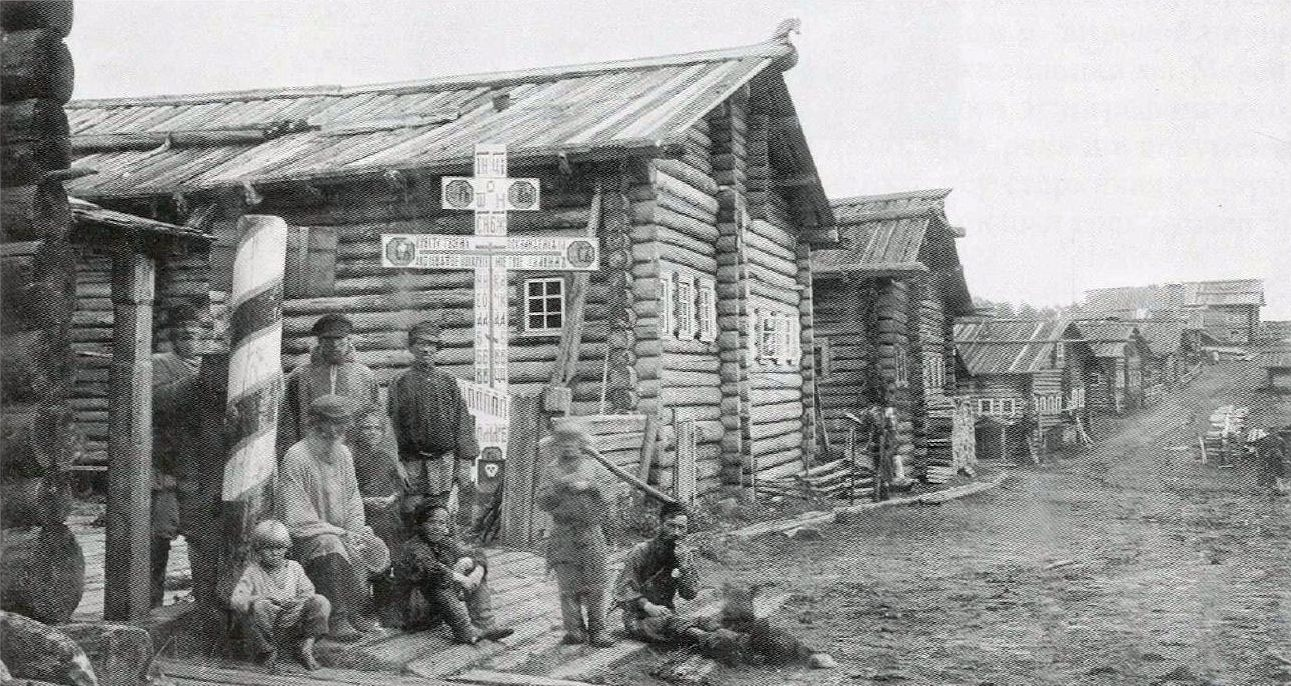
Village Pomors, vers 1910
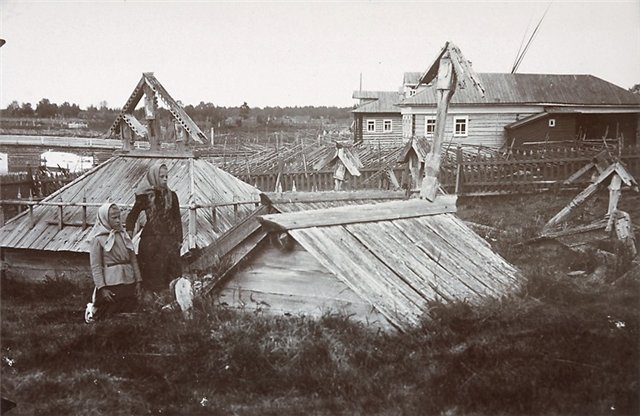
Tombes de vieux-croyants Pomors
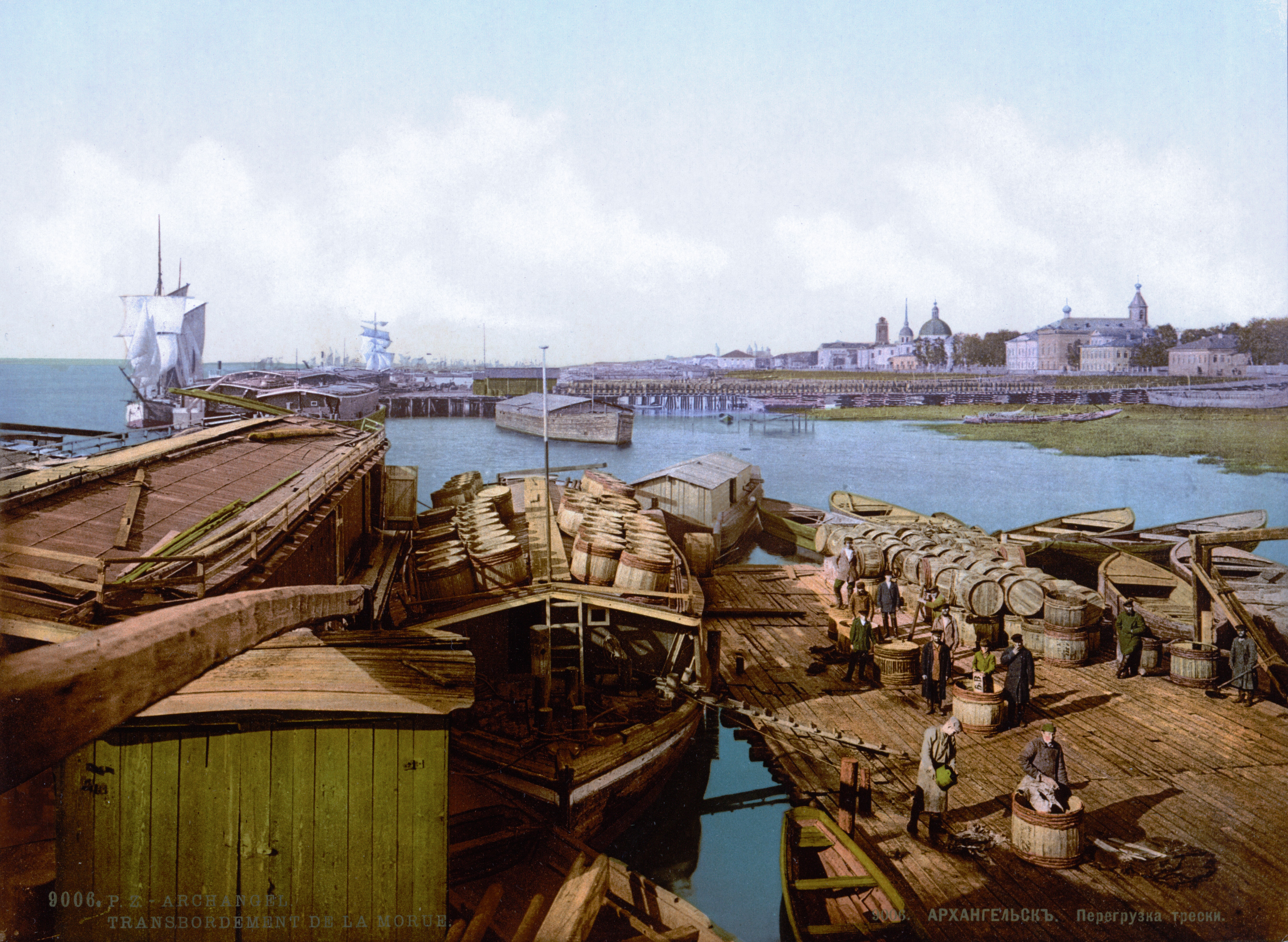
Arkhangelsk 1896

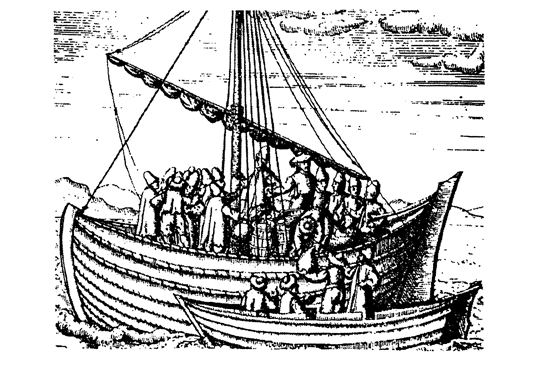
Koch, Gerrit de Veer, Diarium nauticum (Amsterdam, 1598)
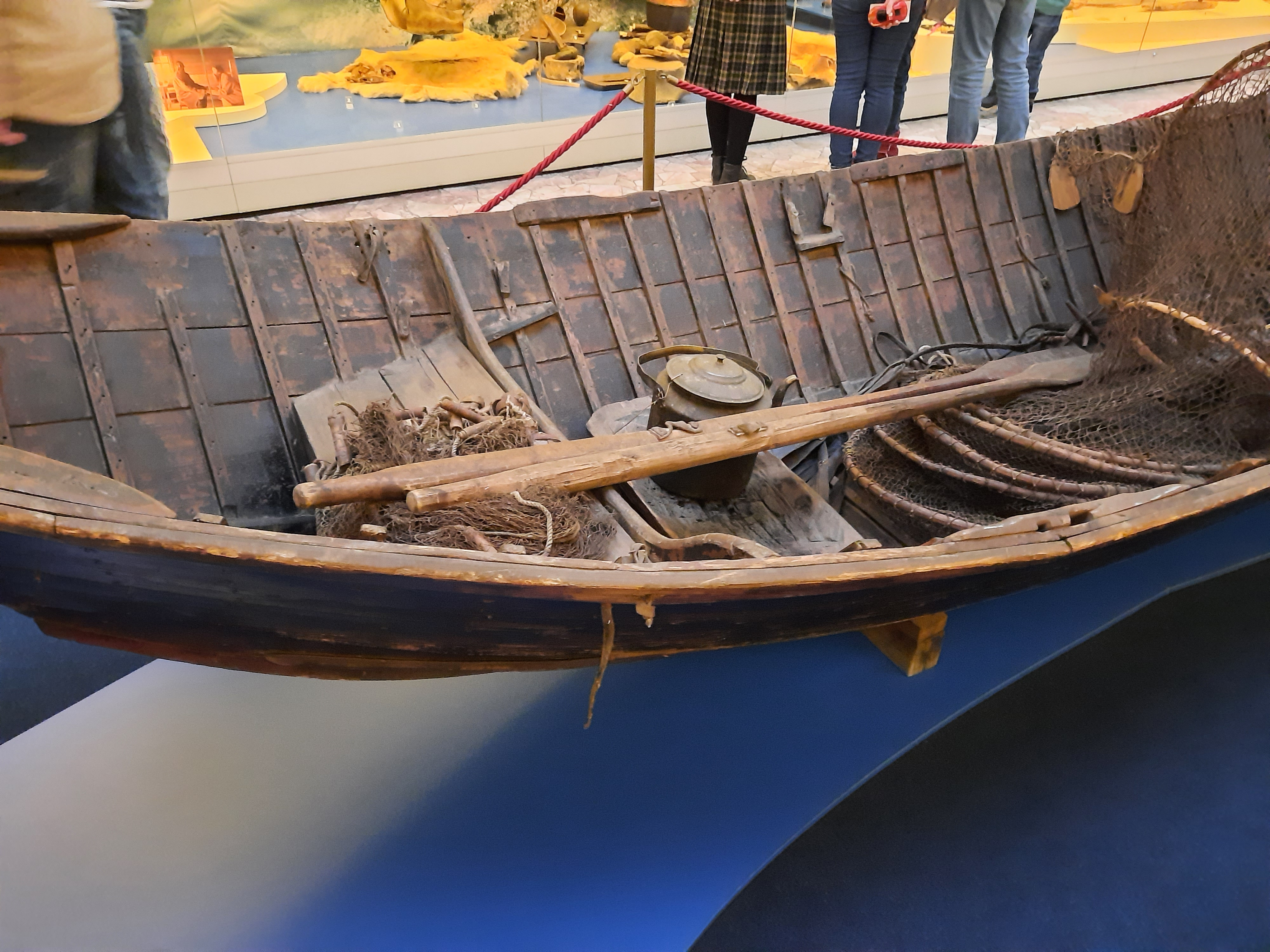
Karbas, barque de pêche en mer pomor
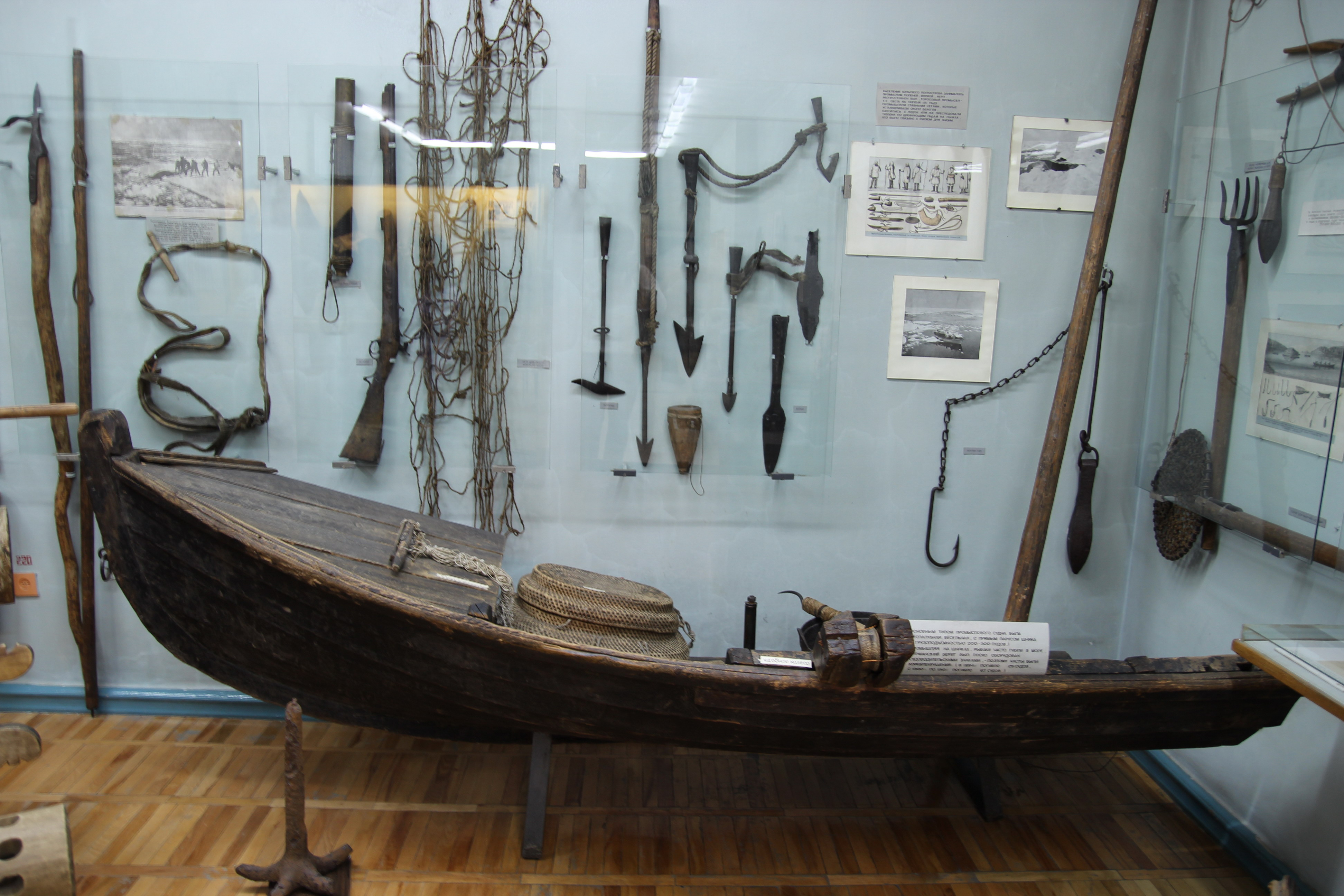
Barque et équipement de pêche de Pomors du XIXe siècle au musée régional de Mourmansk
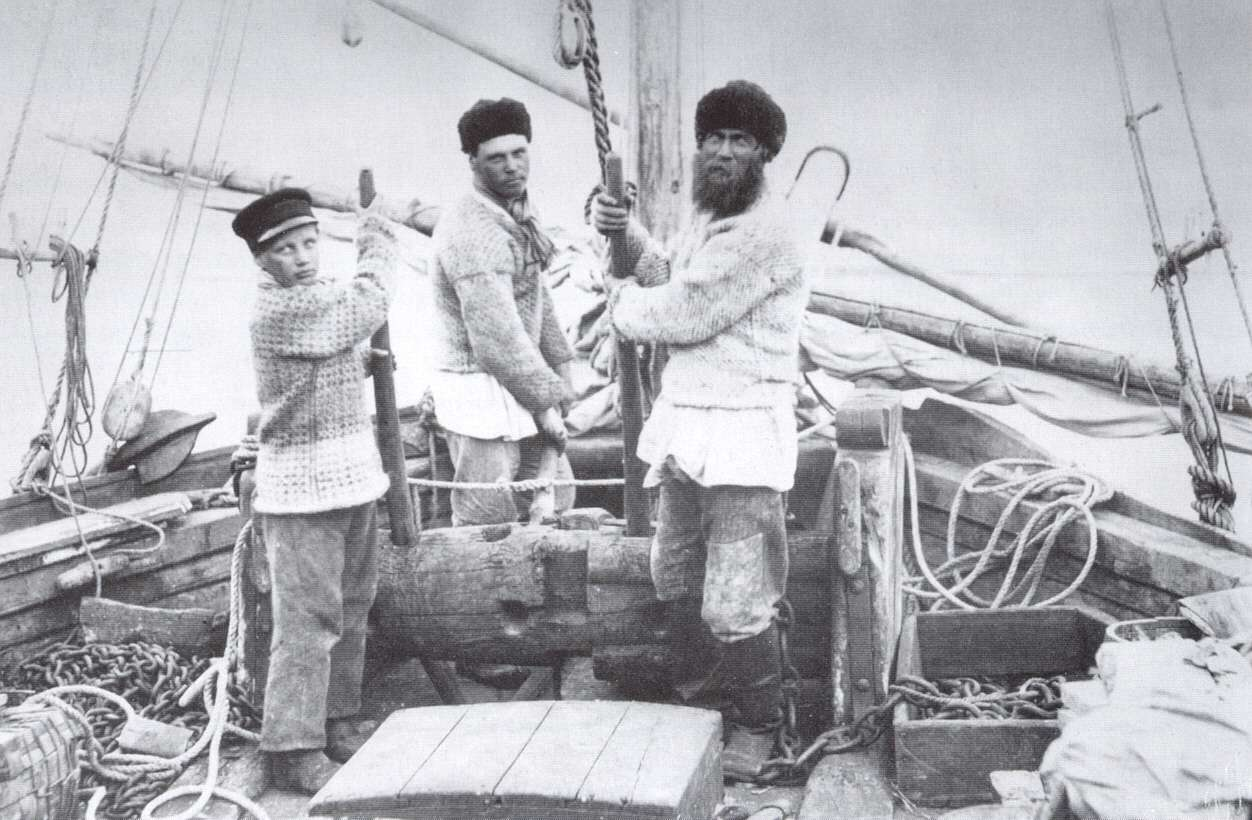
Pomors dans leur bateau de pêche, avant la révolution
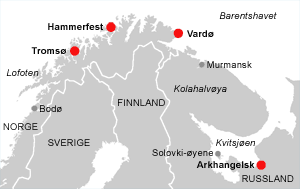
Zone commerciale pomor

#### Exploration
Depuis la ville de Kola, ils explorent la région de Barents, de la péninsule de Kola, du Spitzberg et la Nouvelle-Zemble.
Ils fondent également des villages le long de la côte de Ter au bord de la mer Blanche.
Plus tard, dès le XIe siècle, les Pomors découvrent et maintiennent la route maritime entre Arkhangelsk et la Sibérie.
Grâce à leurs navires, les koches, les Pomors pénètrent les régions de l'Oural du Nord et de la Sibérie, où ils fondent l'établissement de Mangazeïa, à l'est de la péninsule de Yamal, au début du XVIe siècle, le plus extrême de leurs établissements marchands, sorte de cité-état, à peu près indépendante (des pouvoirs russes), accumulant fourrures et ivoire (défenses de morses).
Ces comptoirs permettent d'explorer les voies navigables de Sibérie (en).

### Le grand duché de Moscou
En 1478, la grande-principauté de Moscou annexe définitivement la république de Novgorod, et investit peu de temps après la région de la mer Blanche.
En 1553, l'Anglais Chancellor entreprend son voyage dans la région puis jusqu'à Moscou, et fonde ensuite en 1555 la compagnie de Moscovie (1555-1917), qui devient vite la première grande compagnie de commerce de ce type.
Elle détient le monopole du commerce entre la Moscovie et l'Angleterre jusqu'en 1678.
Le commerce se concentre dans le delta de Dvina notamment à Arkhangelsk.
Il s'ensuit un commerce important entre la Russie et des marchands anglais, écossais et hollandais qui fournissent une partie importante des revenus de l'État russe.
La région constitue à l'époque l'unique débouché maritime de la Moscovie, jusqu'à la construction de Saint-Pétersbourg en 1704, et le traité de Nystad, qui met fin à la Grande guerre du Nord et permet à la Russie d'accéder à la Livonie, l'Estonie, l'Ingrie et la Carélie, alors possédées par la Suède, après une série de guerres durant les deux siècles précédents.
L'annexion de la Finlande, de 1809 à 1917, ouvre encore plus la mer Baltique à la Russie.
Jusqu'en 1914, la région connait alors une baisse de son trafic commercial.
Un commerce plus modeste se fait entre le nord de la Norvège et les côtes de Pomorie qui voient passer des échanges de grain et de farine russe contre du poisson scandinave, le tout chargé ou déchargé dans les villes d'Onega et d'Arkangelsk.
Le commerce se compose aussi d'avoine, de sel, de pois, de viandes.

## Société
Ces populations sont souvent marginalisées religieusement par leur métropole nouvellement christianisée ou cherchent de nouvelles richesses, loin du servage qui se met en place dans la Russie européenne et agricole.
La région est alors essentiellement constituée de monastères dont les activités importantes sont la chasse, la pêche, l'élevage de rennes, le commerce du sel gemme avec le monde scandinave, la salaison du poisson, l'extraction d'apatite et le travail du fer.
Le monastère des Solovki possède plusieurs villages côtiers, comme Oumba par exemple. Les îles Solovki sont alors la principale forteresse historique de la région avec la ville de Kem.
Des vieux-croyants se réfugient dans ces îles après un schisme, avant d'être rattrapés et assiégés par le pouvoir.
Par dérivation de ce nom, une confession de vieux-croyants s'appelle encore aujourd'hui Église vieille-orthodoxe pomore.
C'est aussi là que sont contrées plusieurs attaques suédoises et livoniennes.

## Personnalités
- Ierofeï Khabarov (1603-1671)
- Simon Dejnev (1605-1673)
- Mikhaïl Lomonossov (1711-1765)
- Fedot Choubine (1740-1805)
- Stepan Pisakhov (en) (1879-1960)
- Boris Shergin (en) (1896-1973)

## Actualité
Le recensement de 2002 signale 6 571 Pomors.